# Ameriški državni inštitut za standarde
Ameriški državni inšitut za standarde (angleško American National Standards Institute, znan tudi pod kratico ANSI) je neprofitno združenje v ZDA, ki skrbi za razvoj standardov za izdelke, storitve, sisteme, procese in osebje. Deluje kot organizacija za akreditacijo standardov, ki jih predlagajo predstavniki različnih podjetij, vladnih ustanov, združenj potrošnikov ipd. ter s tem omogoča združljivost izdelkov različnih proizvajalcev. Poleg tega skrbi za združljivost s tujimi standardi.
Med drugim določa tudi standarde na področju komunikacij in računalništva. 